# Děhylovský potok - Štěpán
Děhylovský potok - Štěpán este o arie protejată (arie specială de conservare — SAC, sit de importanță comunitară — SCI) din Republica Cehă întinsă pe o suprafață de 84,9 ha, integral pe uscat.

## Localizare
Centrul sitului Děhylovský potok - Štěpán este situat la coordonatele 49°51′58″N 18°11′11″E / 49.866111°N 18.186389°E.

## Înființare
Situl Děhylovský potok - Štěpán a fost declarat sit de importanță comunitară în aprilie 2005 pentru a proteja 3 specii de animale. Situl a fost protejat și ca arie specială de conservare în ianuarie 2018.

## Biodiversitate
Situată în ecoregiunea continentală, aria protejată conține 1 habitat natural: Cursuri de apă de la nivel de câmpie la nivel montan, cu vegetație Ranunculion fluitantis și Callitricho-Batrachion.
La baza desemnării sitului se află mai multe specii protejate:
- amfibieni (1): buhai de baltă cu burta roșie (Bombina bombina)
- nevertebrate (1): libelule (Leucorrhinia pectoralis)
- pești (1): țipar (Misgurnus fossilis)